# S/2002 N 5
S/2002 N 5 ist einer der kleineren äußeren Monde des Planeten Neptun.

## Entdeckung und Benennung
S/2002 N 5 wurde am 8. September 2021 durch die Astronomen Matthew J. Holman, John J. Kavelaars, Tommy Grav und Wesley Fraser auf Aufnahmen entdeckt, die mit dem 4m-Víctor-M.-Blanco-Teleskop am Cerro Tololo Inter-American Observatory angefertigt wurden. Die Entdeckung wurde am 23. Februar 2024 bekannt gegeben, der Mond erhielt die vorläufige Bezeichnung S/2002 N 5.
Der Beobachtungszeitraum von S/2002 N 5 erstreckt sich vom 14. August 2002 bis zum 4. November 2023; es liegen insgesamt 26 Beobachtungen über einen Zeitraum von 21 Jahren vor.

## Bahneigenschaften
S/2002 N 5 umkreist Neptun in 3140 Tagen (etwa 8,5 Jahre) auf einer hochgradig elliptischen, prograden Umlaufbahn zwischen 10.500.000 km und 36.000.000 km Abstand zu dessen Zentrum. Die Bahnexzentrizität beträgt 0,548, die Bahn ist 42,1° gegenüber dem Äquator von Neptun geneigt.
Der Mond ist Bestandteil der irregulären äußeren Neptunmonde.

## Physikalische Eigenschaften
S/2002 N 5 besitzt einen Durchmesser von etwa 23 km. Die absolute Helligkeit des Mondes beträgt 11,2 m.